# Soldatenmord von Lebach
Als Soldatenmord von Lebach gingen die im am 20. Januar 1969 begangenen Morde an vier Soldaten am Bundeswehr-Standort Lebach in die bundesdeutsche Geschichte ein. Ermordet wurden der Unteroffizier Erwin Poh, der Obergefreite Arno Bales sowie die Gefreiten Dieter Horn und Ewald Marx.
Nachträgliche juristische Bedeutung wurde dem Kriminalfall durch das sogenannte Lebach-Urteil zuteil, mit dem das Bundesverfassungsgericht dem ZDF die Ausstrahlung eines Dokumentarspiels über den Fall untersagte. Seit diesem Grundsatzurteil werden in bundesdeutschen Medien Namen und Gesichter von Strafgefangenen anonymisiert.

## Tat
Gegen 2:50 Uhr in der Nacht zum 20. Januar 1969 drangen zwei bewaffnete Männer in die Standortmunitionsniederlage 461/1 Landsweiler bei Lebach ein, die von Soldaten des Fallschirmjägerbataillons 261 bewacht wurde. Dort töteten sie drei der fünf diensthabenden Wachsoldaten im Schlaf und verletzten zwei schwer. Einer der überlebenden schwerverletzten Soldaten, Ewald Marx, erlag seinen Schussverletzungen im Februar 1969.
Die beiden Täter öffneten vier der zwölf Munitionsbunker gewaltsam und entwendeten anschließend 1000 Schuss Gewehrmunition, 50 Schuss Pistolenmunition, zwei Pistolen Walther P1 sowie drei Sturmgewehre vom Typ HK G3.

## Ermittlungen und Tatmotiv
Das durch die Tat offensichtlich gewordene Defizit bei der Sicherung von Militäreinrichtungen traf die Verantwortlichen der Bundeswehr, den Deutschen Bundestag und die Öffentlichkeit schwer. Konservative Kreise um den CDU-Abgeordneten Werner Marx aus Kaiserslautern vermuteten einen Anschlag aus den Reihen der Außerparlamentarischen Opposition, ohne einen Beweis vorlegen zu können. Grund dafür war unter anderem ein Flugblatt, das angeblich an der Universität des Saarlandes in Saarbrücken verteilt worden sein sollte.
Die von Oberstaatsanwalt Siegfried Buback geleiteten Ermittlungen, verbunden mit einer der größten Fahndungsaktionen der deutschen Nachkriegsgeschichte, ergaben allerdings einen anderen Sachverhalt: Drei homosexuelle junge Männer aus Landau in der Pfalz wollten sich durch bewaffnete Erpressungen Geld beschaffen, um damit ins Ausland zu gehen. Dort wollten sie ein gemeinsames Leben führen. Die Männer, die sich in Erpresserbriefen „Organisation zur wirtschaftlichen Zusammenarbeit und Entwicklung der Mafia“ benannten, wurden nach einem im Rahmen der ZDF-Sendung Aktenzeichen XY … ungelöst ausgestrahlten Fahndungsaufruf durch einen Hinweis der Wahrsagerin Madame Buchela am 25. April 1969 in Landau in der Pfalz festgenommen.
Einer der Täter hatte sich der Wahrsagerin mit dem Falschnamen Dr. Sardo vorgestellt, der in der Fernsehsendung genannt worden war. Da ihr die Männer verdächtig vorkamen, hatte sie deren Kfz-Kennzeichen notiert, aber bis zur Sendung niemanden darüber informiert. Die Täter hatten geplant, Madame Buchela zu entführen und zum Verrat von intimen Details aus dem Privatleben ihrer Kunden zu zwingen; dieses Wissen wollten die Täter dann als Grundlage für weitere Erpressungen benutzen. Nach anderen Quellen wurden bei ihr größere Bargeldbeträge und Gold vermutet, da sie als „Zigeunerin“ ihr Geld keiner Bank anvertrauen würde.

## Gerichtsverhandlung und Urteil
Am 29. Juni 1970 begann die Gerichtsverhandlung vor dem Landgericht Saarbrücken in der für diesen Strafprozess genutzten Saarbrücker Congresshalle. Die Verhandlung erregte großes Interesse der Bevölkerung und wurde zuweilen auch als Schauprozess bezeichnet. In der öffentlichen Wahrnehmung spielten auch die homosexuellen Beziehungen zwischen den Tätern eine Rolle. Im öffentlichen Raum ließ der Fall den Ruf nach der Todesstrafe laut werden.
Das Urteil vom 7. August 1970 lautete: lebenslange Freiheitsstrafe für die beiden Hauptangeklagten Hans-Jürgen Fuchs und Wolfgang Ditz, sechs Jahre Freiheitsstrafe für den Drittbeteiligten Gernot Wenzel wegen Beihilfe zum Mord.

## Folgen
Nachträgliche juristische Bedeutung wurde dem Kriminalfall dadurch zuteil, dass ein 1972 vom ZDF produziertes zweiteiliges Dokumentarspiel zum Thema auf Ersuchen der Täter nicht gesendet werden durfte, um u. a. eine Resozialisierung zu ermöglichen. Die Produktion wurde bis zum heutigen Tage nicht ausgestrahlt. Seit diesem Grundsatzurteil des Bundesverfassungsgerichts („Lebach-Urteil“) werden in bundesdeutschen Medien Namen und Gesichter von Strafgefangenen anonymisiert.
Die Bundeswehr reagierte durch verbesserte Sicherheitsvorkehrungen für die Liegenschaften, insbesondere die Wachlokale.
Eine 1996 von Sat.1 produzierte Dokumentation wurde nach längerem juristischem Tauziehen am 13. Januar 2005 zum ersten Mal ausgestrahlt.
In der Dokumentation Soldatenmord – Die Schüsse von Lebach von Inge Plettenberg, die die ARD erstmals 2001 im Rahmen der Reihe Die großen Kriminalfälle ausstrahlte und in der auch Zeitzeugen aus dem Umfeld der Täter zu Wort kommen, wird die Geschichte vor allem aus der Perspektive der damals beteiligten Kriminalisten und Prozess-Berichterstatter erzählt. Die Verurteilten selbst wollten nicht über ihre Tat sprechen.
Der Saarländische Rundfunk strahlte am 14. Mai 2020 die Dokumentation Der Soldatenmord von Lebach aus.
Stand 2019 saß einer der Täter noch in Haft, obwohl er seit Mitte der 1990er-Jahre das Recht auf eine Haftprüfung hatte. Der zu diesem Zeitpunkt über 75-Jährige hatte jedoch nie einen Antrag gestellt, weil er sich ungerecht verurteilt fühlte.